# Бойове (Бердянський район)
Бойове́ —  село в Україні, у Чернігівській селищній громаді Бердянського району Запорізької області. Населення становить 108 осіб (1 січня 2015). До 2016 орган місцевого самоврядування — Богданівська сільська рада.

## Географія
Село Бойове знаходиться на берегах річки Юшанли, вище за течією на відстані 4,5 км розташоване село Тарасівка, нижче за течією на відстані 1,5 км розташоване село Замістя.

## Історія
1862 — дата заснування села під назвами Успенівка, Переможне.
7 (20) листопада 1917 року, відповідно до Третього Універсалу Української Центральної Ради, увійшло до складу Української Народної Республіки.
12 червня 2020 року, відповідно до Розпорядження Кабінету Міністрів України від  № 713-р «Про визначення адміністративних центрів та затвердження територій територіальних громад Запорізької області», увійшло до складу Чернігівської селищної громади.
19 липня 2020 року після ліквідації Чернігівського району село увійшло до Бердянського району.
Село тимчасово окуповане російськими військами 24 лютого 2022 року.

## Населення

### Мова
| українська мова | російська |
| --------------- | --------- |
| 91.44%          | 8.56%     |